# Marienburg (Surinam)
Mariënburg es una plantación de caña de azúcar, primero, la fábrica y el pueblo, situado en el distrito de Commewijne, Surinam.
Marienburg fue fundada como plantación de azúcar en 1745 por María de la Jaille. Después de varios cambios de propietario, la plantación se convirtió en una plantación de café en el siglo XIX. En 1882 la finca, que había sido abandonada, fue comprado por la Sociedad Holandesa de Comercio (NHM). La sociedad quería establecer aquí una fábrica de caña central que tuvo que manejar las plantaciones circundantes. Para el suministro de caña de azúcar era un ferrocarril construido doce kilómetros, el primer ferrocarril en Surinam. El 23 de octubre de 1882, abrió la fábrica de azúcar. Una de las plantaciones se retiraron, y la producción restante no valía la pena. El NHM compró las plantaciones de mantener la gran marcha de azúcar. En Marienburg en sí también fueron plantadas de caña de azúcar.
El NHM tomó trabajadores con contrato de Java de la entonces Indias Orientales Neerlandesas. El primero de Java llegó el 9 de agosto de 1890 en Paramaribo, y fueron llevados allí a Marienburg. Indios del Raj británico también trabajó en Marienburg. El 2 de julio de 1902 se declaró una huelga entre ellos porque el NHM paga salarios muy bajos. El 29 de julio, el director James Mavor fue perseguido por los trabajadores y matado. El mismo día llegó un destacamento del Ejército Colonial en Marienburg. El 30 de julio de personas fueron detenidas, luego de que trabajadores enojados marcharon a la oficina. Cuando le dispararon a los trabajadores rebeldes hubo 17 muertos y 39 heridos. Siete de los heridos sucumbieron más tarde. En la memoria de la sublevación fue vicepresidente Ram Sardjoe el domingo 30 de julio de 2006 a Marienburg dado a conocer un monumento en la iniciativa de la Fundación héroes caídos 1902.
La fábrica se cerró en 1986. La fábrica y los edificios de las fábricas son ahora una atracción turística, a pesar de su estado ruinoso en el que el todo es. Hasta su cierre Marienburg era una empresa de propiedad pública y legalmente a los extrabajadores nunca disparó. Ellos viven en la pobreza en los barrios bajos de las antiguas casas de los trabajadores.
- Datos: Q908006
- Multimedia: Marienburg, Suriname / Q908006